# Seznam epizod Zvezdna vrata Atlantida
Ta članek vsebuje predvajane epizode ZF nanizanke Zvezdna vrata: Atlantida.
(sezona.epizoda "naslov epizode")
Primer: 1.01 Rising, Part I

### 1. sezona
- 1.01 "Rising, Part I"
- 1.02 "Rising, Part II"
- 1.03 "Hide and Seek"
- 1.04 "Thirty-eight Minutes"
- 1.05 "Suspicion"
- 1.06 "Childhood's End"
- 1.07 "Poisoning the Well"
- 1.08 "Underground"
- 1.09 "Home"
- 1.10 "The Storm"
- 1.11 "The Eye"
- 1.12 "The Defiant One"
- 1.13 "Hot Zone"
- 1.14 "Sanctuary"
- 1.15 "Before I Sleep"
- 1.16 "The Brotherhood"
- 1.17 "Letters from Pegasus"
- 1.18 "The Gift"
- 1.19 "The Siege, Part I"
- 1.20 "The Siege, Part II"

### 2. sezona
- 2.01 "The Siege, Part III"
- 2.02 "Intruder"
- 2.03 "Runner"
- 2.04 "Duet"
- 2.05 "Condemned"
- 2.06 "Trinity"
- 2.07 "Instinct"
- 2.08 "Conversion"
- 2.09 "Aurora"
- 2.10 "Lost Boys"
- 2.11 "The Hive"
- 2.12 "Epiphany"
- 2.13 "Critical Mass"
- 2.14 "Grace Under Pressure"
- 2.15 "The Tower"
- 2.16 "The Long Goodbye"
- 2.17 "Coup D'etat"
- 2.18 "Michael"
- 2.19 "Inferno"
- 2.20 "Allies"

### 3. sezona
- 03.01 "No Man's Land"
- 03.02 "Misbegotten"
- 03.03 "Irresistible"
- 03.04 "Sateda"
- 03.05 "Progeny"
- 03.06 "The Real World"
- 03.07 "Common Ground"
- 03.08 "McKay and Mrs. Miller"
- 03.09 "Phantoms"
- 03.10 "The Return: Part 1"
- 03.11 "The Return: Part 2"
- 03.12 "Echoes"
- 03.13 "Irresponsible"
- 03.14 "Tao of Rodney"
- 03.15 "The Game"
- 03.16 "The Ark"
- 03.17 "Sunday"
- 03.18 "Submersion"
- 03.19 "Vengeance"
- 03.20 "First Strike"

### 4. sezona
- 04.01 "Adrift"
- 04.02 "Lifeline"
- 04.03 "Reunion"
- 04.04 "Doppelganger"
- 04.05 "Travelers"
- 04.06 "Tabula Rasa"
- 04.07 "Missing"
- 04.08 "The Seer"
- 04.09 "Miller's Crossing"
- 04.10 "This Mortal Coil (Part 1)"
- 04.11 "Be All My Sins Remember'd (Part 2)"
- 04.12 "Spoils of War (Part 3)"
- 04.13 "Quarantine"
- 04.14 "Harmony"
- 04.15 "Outcast"
- 04.16 "Trio"
- 04.17 "Midway"
- 04.18 "The Kindred: Part 1"
- 04.19 "The Kindred: Part 2"
- 04.20 "The Last Man (Part 1)"